# Pen
Pen är en ort i Indien. Den ligger i distriktet Raigarh och delstaten Maharashtra, i den sydvästra delen av landet, 1 200 km söder om huvudstaden New Delhi. Pen ligger 22 meter över havet och antalet invånare är 34 092.
Terrängen runt Pen är platt åt nordväst, men åt sydost är den kuperad. Runt Pen är det tätbefolkat, med 343 invånare per kvadratkilometer. Det finns inga andra samhällen i närheten. Omgivningarna runt Pen är en mosaik av jordbruksmark och naturlig växtlighet.